# Paróquia de Terrebonne
A Paróquia de Terrebonne (en.Terrebonne Parish fr.Paroisse de Terrebonne)é uma das 64 paróquias do estado americano da Luisiana. A sede da paróquia é Houma, e sua maior cidade é Houma.
A paróquia possui uma área de 5 387 km² (dos quais 2 137 km² estão cobertas por água), uma população de 104 503 habitantes, e uma densidade populacional de 32 hab/km² (segundo o censo nacional de 2000). 